# Арефьевы
Арефьевы, старинный русский род, ведущий начало, по документальным данным, от подьячего Якова Арефьева, записанного по городу Яблонов ( ныне село Яблоново ) с 1658 года. Его сыновья Алексей и Афанасий стали родоначальниками двух ветвей рода Арефьевых. Богдан Арефьев дьяк в 1658-1677 г.
Род записан в VI часть родословных книг Харьковской губернии.